# Frontier (Saskatchewan)
Frontier es un pueblo canadiense situado en la provincia de Saskatchewan.

## Superficie
Frontier tiene una superficie de 1,05 km².

## Demografía
En 2021, tenía 364 habitantes, una densidad poblacional de 346 hab./km², y 180 viviendas.